# Eligiusz Włodarczak
Eligiusz Artur Włodarczak (ur. 1 grudnia 1949, zm. 28 września 2012) – polski prawnik i urzędnik państwowy, działacz opozycyjny, od 1992 do 1995 podsekretarz stanu w Kancelarii Prezydenta RP.

## Życiorys
Absolwent XIX Liceum Ogólnokształcącego w Gorzowie Wielkopolskim. Ukończył studia prawnicze i uzyskał uprawnienia adwokata, podjął praktykę zawodową w Gdańsku. Występował jako obrońca w procesach politycznych w czasach Polskiej Rzeczypospolitej Ludowej, w latach 80. działał w Komisji Charytatywnej Episkopatu Polski. Został też bliskim współpracownikiem Lecha Wałęsy i Mieczysława Wachowskiego. Od 1 maja 1992 do 22 grudnia 1995 podsekretarz stanu w Kancelarii Prezydenta Rzeczypospolitej Polskiej, kierował w niej Departamentem Bezpieczeństwa Publicznego. Później pracował w gdańskim oddziale Agencji Własności Rolnej Skarbu Państwa oraz Agencji Nieruchomości Rolnych, w 2006 był pełniącym obowiązki prezesa pomorskiego ANR.
Pochowano go na cmentarzu w Kosakowie.

## Odznaczenia
Odznaczony Krzyżem Oficerskim Orderu Odrodzenia Polski (2011).